# Raffaello de Banfield
Raffaello de Banfield (Newcastle-upon-Tyne (Anglaterra), 2 de juny, 1922 - Trieste (Itàlia), 7 de gener, 2008), també conegut com a Raphael Douglas, baró von Banfield Tripcovich, va ser un compositor italià d'origen britànic.

## Família
Raffaello de Banfield era fill de l'as de l'aviació austrohongarès Gottfried von Banfield (últim cavaller supervivent de l'orde militar de Maria Teresa) i de la comtessa Maria Tripcovich (originària de Trieste), que va adquirir una residència permanent a Anglaterra el 1920.
Es va casar amb Maria delle Grazie dei Conti dei Brandolini d'Adda (1923-2017) el 27 de desembre de 1976. El matrimoni va quedar sense fills; Brandolini d'Adda va tenir tres fills del seu primer matrimoni amb el comte Leonardo Arrivabene Valenti Gonzaga.

## Biografia
Raffaello de Banfield va assistir al Swiss International "Lyceum Alpinum Zuoz", al Lyceum "Dante Alighieri" de Trieste, a la Universitat de Bolonya i al Conservatori Benedetto Marcello de Venècia llavors dirigit per Gian Francesco Malipiero. Va estudiar composició del 1946 al 1949 al Conservatori Nacional (sota la direcció d'Henri Busser) amb Nadia Boulanger a París. En aquests anys va conèixer Herbert von Karajan amb qui va mantenir una amistat de tota la vida, i també amb artistes com Pablo Picasso, Jean Cocteau i Francis Poulenc. Als Estats Units, va pertànyer al cercle intel·lectual que envoltava l'escriptor i compositor Paul Bowles, a través del qual va conèixer Tennessee Williams i Leonard Bernstein. El 1949 a través de la pintora Leonor Fini es va presentar al coreògraf i ballarí Roland Petit; D'aquí va sorgir el ballet Le combat ("El duel"), que va tenir la seva primera producció original a Londres l'any 1949. Aquesta peça, basada en l'episodi de Tancred i Clorinda del poema Jerusalem alliberada de Torquato Tasso, es va representar 39 vegades a la sala de l'Òpera estatal de Viena, amb la coreografia de Dimitrije Parlic entre 1959 i 1973. Fins al 1958 va estar entre París i Nova York i va mantenir una amistat també amb Maria Callas. Després d'anys a l'estranger a Itàlia, França, Anglaterra i els Estats Units, on va viure més de deu anys, va ser de 1972 a 1996 Director del Teatre Giuseppe Verdi de Trieste i va renovar i modernitzar integralment l'Òpera. De 1978 a 1986 va ser Director del "Festival dei Due Mondi" ("Festival dels dos mons") a Spoleto, Itàlia.
Es va fer famós per les seves composicions, que van ser interpretades arreu del món i van rebre innombrables honors i reconeixements, com el "Grand Ufficiale" italià; el 1994, a través de François Mitterrand, es va convertir en Cavaller de la Legió d'Honor. Va morir a casa seva prop de l'anomenat "Rive" a Trieste, Itàlia.

## Obres seleccionades
- Le combat, ballet, Producció original 1949 a Londres.
- Música de teatre per a 'Molt soroll per no res, 1953.
- Una lettera d'amore di Lord Byron ("La carta d'amor de Lord Byron", de Tennessee Williams), producció original el 1955 a Nova Orleans amb Astrid Varnay i Patricia Neway.
- Quatuor, ballet (1957)
- Acostino, ballet basat en un conte d'Alberto Moravia, Producció original 1958 a Gènova.
- Colloquio col Tango ossìa La Formica ("Conversa amb el tango o la formiga" de C. Terron), Òpera en un acte. Producció original setembre de 1959 a Como[2]
- Alissa, Òpera en un acte amb quatre escenes. Llibret de R. Miller. Producció original març de 1965 a Ginebra[3]
- Serale, (després del poema de Rainer Maria Rilke), obra lírica per a soprano i gran orquestra, 1968.
- Liebeslied, (després del poema de Rilke), obra lírica per a soprano i gran orquestra, 1968.
- Der Tod der Geliebten (La mort de l'amat), (d'acord amb el poema de Rilke), obra lírica per a soprano i gran orquestra, 1972.
- Der Sturm (La tempesta) (després del poema de Rilke), obra lírica per a soprano i gran orquestra, 1972.
- For Ophelia, peça de concert per a soprano i orquestra, producció original c1976 a Londres (Kiri te Kanawa, John Pritchard).
- Vier Rilke Lieder (Quatre cançons de Rilke) per a soprano i orquestra, presentació original 1986 a Brussel·les.